# Nascita di Venere (Bouguereau)
La Nascita di Venere (Naissance de Vénus) è uno dei più famosi dipinti del pittore ottocentesco William-Adolphe Bouguereau.
Il dipinto è attualmente ospitato presso il Museo d'Orsay a Parigi.
Contrariamente a quello che il titolo suggerisce, esso non rappresenta il momento della nascita di Venere ma il suo trasporto a bordo di una conchiglia dal mare aperto verso Pafo, nell'isola di Cipro.
Il tema del dipinto, così come la sua composizione grafica, ricorda la più nota interpretazione, ad opera di Sandro Botticelli, dello stesso episodio mitologico. Nell'opera di Bouguereau possiamo ritrovare anche alcuni elementi ripresi dall'affresco cinquecentesco di Raffaello Sanzio, il Trionfo di Galatea, come l'acqua (il fatto che i personaggi non sono a riva ma nel mezzo del mare), la conchiglia, il delfino e gli amorini in cielo. Elementi nuovi invece sono le conchiglie suonate per annunciare l'arrivo della Primavera, Venere appunto.
Le linee del dipinto sono sinuose, morbide e delicate. I colori sono prevalentemente chiari e spiccano fra di essi il bianco e l'azzurro, che rappresentano la purezza e la divinità. La centralità di Venere è accentuata dal fatto che gli altri personaggi sembrano lasciati in ombra.
Nelle due coppie di amanti ai lati della dea gli uomini sono di carnagione scura e le donne chiara: ciò testimonia l'idea di complementarità dell'amore. Il cielo è lievemente nuvoloso, presagio di una tempesta: il difficile cammino che attende l'amore per riscattare il mondo, o forse è solo una correzione ottica per giustificare l'ombra sui personaggi.
Nell'insieme l'opera non sembra dar l'idea di un'austera rappresentazione del divino, piuttosto una giocosa immagine che trasmette armonia e vivacità.